# Tragédie du stade Dasarath Rangasala
La tragédie du stade Dasarath Rangasala est survenue le 12 mars 1988 au stade Dasarath Rangasala à Katmandou au Népal lorsqu'une  violente averse de grêle provoqua la panique parmi les 25 000 spectateurs lors du match entre la Janakpur Cigarette Factory Ltd et le Mukti Joddha Bangaldesh (l'armée de libération du Bangladesh) comptant pour le Tribhuvan Challenge Shield. 

## Déroulement des faits